# Pandan Sari 1
Pandan Sari 1 is een bestuurslaag in het regentschap Ogan Komering Ulu van de provincie Zuid-Sumatra, Indonesië. Pandan Sari 1 telt 1866 inwoners (volkstelling 2010).